# Ellyse Perry
Ellyse Alexandra Perry (* 3. November 1990 in Sydney) ist eine australische Cricket- und ehemalige Fußballspielerin. Sie spielte für die australische Fußballnationalmannschaft bei der Weltmeisterschaft 2011, wie auch mehreren Weltmeisterschaften mit der australischen Cricket-Nationalmannschaft und ist die einzige Spielerin der das bisher gelang. Seit 2015 konzentriert sie sich auf ihre Cricket-Karriere und spielt als All-rounderin neben der Nationalmannschaft für Victoria und die Sydney Sixers.

## Kindheit und Ausbildung
Sie wuchs in einem Vorort von Sydney auf und besuchte das Pymble Ladies College. Sie war Teil der Jugendmannschaften von New South Wales und absolvierte in 2007 eine Tour mit der australischen U23-Nationalmannschaft in Neuseeland. Im Fußball spielte sie für die New South Wales Sapphires.

## Aktive Karriere

### Internationales Debüt in zwei Sportarten
Im Juni 2007 wurde sie mit 16 Jahren ohne ein Spiel im ersten Team von New South Wales absolviert zu haben ins Team der australischen Cricket-Nationalmannschaft berufen. Sie wurde dabei als Fast bowling Alternative für die zurückgetretene Cathryn Fitzpatrick gesehen. Ihr erstes WODI absolvierte sie im zweiten Spiel der Tour Neuseelands in Australien und konnte zwei Wickets für 37 Runs im Bowling und 19 Runs im Batting erzielen. Sie war damit die jüngste Nationalspielerin die für Australien gespielt hatte. Mit dieser Leistung spielte sie auch in den weiteren Spielen der Serie.
Einen Monat später wurde sie in die Fußballnationalmannschaft berufen. In der Qualifikation für die olympischen Spiele gegen Hongkong konnte sie in der zweiten Minute ihr erstes Tor erzielen.
Ab der Saison 2007/08 spielte sie für New South Wales in der Women’s National Cricket League. Im Januar 2008 wurde sie für die Women’s Ashes 2007/08 nominiert und spielte dabei ihren ersten WTest und erstes WTwenty20. Bei letzterem wurde sie nach 4 Wickets für 20 Runs und 29* Runs als Spielerin des Spiels ausgezeichnet. In den WODIs der Serie konnte sie zwei Mal jeweils 3 Wickets erzielen. Auf der folgenden Tour in Neuseeland erzielte sie im dritten WODI mit 51 Runs ihr erstes Half Century.
Im Mai 2008 war sie Teil der Fußballnationalmannschaft bei der Fußball-Asienmeisterschaft der Frauen 2008. Dort konnte sie gegen Südkorea in der Vorrunde ein Tor erzielen, was den Weg ins Halbfinale für das Team ebnete. Einen Monat darauf erhielt sie einen der ersten zentralen Verträge des australischen Cricket-Verbandes, der sich damit erhoffte Perry im Cricket halten zu können. In der Saison 2008/09 gewann sie mit New South Wales die National Cricket League und spielte für die Central Coast Mariners in der W-League.

### Erste Weltmeisterschaften
Im März 2009 wurde sie für das australische Team des Women’s Cricket World Cup 2009 berufen. Im ersten Spiel bei der Niederlage gegen Neuseeland konnte sie drei 3 Wickets für 41 Runs erzielen, zog sich jedoch eine Fingerverletzung zu. In der Super 6 Runde gegen die West Indies erhielt sie für 36 Runs und 2 Wickets für 28 Runs die Auszeichnung als Spielerin des Spiels. Dennoch schied das Team in dieser Runde aus.
Im Sommer 2009 wurde sie für den ICC Women’s World Twenty20 2009 nominiert, konnte jedoch beim Halbfinaleinzug der Mannschaft nur wenig beitragen. Ähnlich erging es ihr bei den folgenden Ashes 2009. Im Fußball wechselte sie zur Saison 2009 zu Canberra United.
Bei der Tour Neuseelands in Australien 2009/10 gelang ihr im vierten WODI ihr erstes Five-For mit 5 Wickets für 31 Runs. Ihren wichtigsten Beitrag beim ICC Women’s World Twenty20 2010 leistete sie im Finale gegen Neuseeland, als sie mit 3 Wickets für 18 Runs den Gewinn ihrer Mannschaft sicherte und als Spielerin des Spiels ausgezeichnet wurde. Bei der Ashes Tour 2010/11 erzielte sie im Test 4 Wickets für 56 Runs im ersten Innings und leistete damit einen wichtigen Beitrag, dass Australien erstmals seit 2002/03 die Ashes gewann.
Im Sommer 2011 wurde sie für die Fußball-Weltmeisterschaft der Frauen 2011 nominiert. Im Viertelfinale gelang ihr bei der 1:3-Niederlage gegen Schweden der zwischenzeitliche Anschlusstreffer für Australien.
Bei der Tour in Indien 2011/12 erzielte sie im zweiten WODI 5 Wickets für 19 Runs.

### Entscheidung zwischen Cricket und Fußball
Im Mai 2012 wurde Perry durch ihren Fußball-Verein Canberra United ein Ultimatum gestellt sich für einen der beiden Sportarten zu entscheiden. Perry bestand darauf weiterhin beide Sportarten parallel zu betreiben und verließ den Club daraufhin.
Sie schloss sich daraufhin den Sydney FC an, die ihr erlaubten weiter beides zu betreiben.
Im Sommer 2012 bestritt sie das ICC Women’s World Twenty20 2012. Dabei war ihr größter Beitrag die 2 Wickets für 19 Runs im Halbfinale gegen die West Indies, die dazu beitrugen ins Finale einzuziehen. Sie wurde dabei als Spielerin des Spiels ausgezeichnet. Im Finale konnte sich Australien gegen England durchsetzen.
Das betreiben beider Sportarten führte bereits im Januar 2013 zu Konflikten, als sie das W-League-Halbfinale dem nationalen WTwenty20-Finale mit New South Wales vorzog und eine Woche später das W-League-Finale nicht bestritt, weil sie ein Aufwärmspiel für den Women’s Cricket World Cup 2013 vorzog. Ihr Team gewann das Finale und so erzielte sie ihre einzige nationale Meisterschaft im Fußball in Abwesenheit.
Bei der Weltmeisterschaft konnte sie erstmals in der Vorrunde gegen Südafrika einen wichtigen Beitrag leisten, als sie 3 Wickets für 35 Runs erzielte. Im Verlaufe des Turniers zog sie sich eine Knöchelverletzung zu, die sie zum Aussetzen bei mehreren Spielen veranlasste und ihr auch im Finale zusetzte. Dort hatte sie mit 3 Wickets für 19 Runs gegen die West Indies einen wichtigen Anteil am Gewinn des sechsten Weltmeistertitels für Australien. Nach dem Turnier musste sie am Knöchel operiert werden. Für die Ashes 2013 war sie wieder einsetzbar. Ihre beste Leistung hatte sie im dritten WODI mit 45* Runs.
Im November 2013 kam es zu Vorwürfen gegen Spielerinnen von Melbourne Victory, dass sie Perry unfair und absichtlich während eines Spiels attackiert hätten. Medienberichte legten nahe, dass dies geschah, um die populäre Spielerin Perry vom Fußballspielen abzubringen. Dies wurde von den beteiligten Spielerinnen bestritten.
Bei den Ashes 2013/14 trat sie durch ihr Batting hervor, als sie 65* Runs im ersten und 90* Runs im zweiten WODI erzielte. Im Test konnte sie neben den 71 und 31 Runs am Schlag im ersten Innings 3 Wickets für 41 Runs und im zweiten 5 Wickets für 38 Runs erzielen. Trotz dieser Leistung verlor Australien das Spiel, jedoch wurde sie als Spielerin des Spiels ausgezeichnet. Die Tour wurde gefolgt von der ICC Women’s World Twenty20 2014. Im Finale gegen England konnte sie mit 31* Runs Australien zum Sieg führen.
Während des Turniers wurde bekannt, dass der australische Fußballverband sie nicht für die nächste Länderspielserie berücksichtigen würde und auch keine Absicht bestand, sie für die kommende Asienmeisterschaft zu berücksichtigen. Begründet wurde dies damit, dass sie zu wenig Einsätze im Fußball habe, da sie zu häufig Spiele auf Grund gleichzeitiger Cricket-Verpflichtungen verpasse. Nach 18 Einsätzen in der Nationalmannschaft bedeutete dies das Ende ihrer dortigen Karriere.

### Etablierung als Schlagfrau
Im November 2014 konnte sie bei der Tour der West Indies in allen vier Spielen jeweils ein Half-Century (53, 72, 64* und 74* Runs) in den WODIs erzielen und zwei Mal 3 Wickets erreichen. Sie wurde als Spielerin der Serie ausgezeichnet. Nachdem die letzten beiden Ashes Series durch England gewonnen wurden, versuchte Australien die Serie 2015 in England zurückzuerobern. Perry konnte in den drei WODI (78, 48 und 67 Runs) zwei Half-Centuries erzielen, die sie zur Spielerin der Serie werden ließen. Im WTest gelangen ihr im zweiten Innings 6 Wickets für 32 Runs im Bowling. Diese Leistung hatte einen großen Anteil an der Wiedererlangung der Ashes für Australien.
Im Januar 2016 sagte sie kurzfristig das W-League Finale ab um in einem nicht mehr entscheidendem Spiel für die Cricket-Nationalmannschaft gegen Indien zu spielen. Es war die letzte Saison in der sie Spiele für Sydney FC und der W-League bestritt.
Bei der Tour gegen Indien hatte sie im ersten WODI 90 Runs im Batting und 5 Wickets für 45 Runs im Bowling erzielt und auch im dritten WTwenty20 gelangen ihr 55* Runs und 4 Wickets für 12 Runs. In der letzten vorbereitenden Serie vor der Twenty20-Weltmeisterschaft in Neuseeland konnte sie zwei weitere Half-Centuries in den WODIs erzielen (51 und 64* Runs) und eines in den WTwenty20 (55* Runs). Ihre beste Leistung hatte sie bei der Weltmeisterschaft bei der Vorrunden-Niederlage gegen Neuseeland, als sie 42 Runs erzielte. Im Finale reichten ihre 28 Runs in der Vorgabe an die West Indies nicht aus um das Turnier zu gewinnen, auch weil sie im west-indischen Innings Wicketlos blieb. Im verbliebenen Jahr gelangen ihr im WODI nicht nur 77* Runs bei der Tour in Sri Lanka im September 2016, sondern auch vier Half-Centuries (93*, 95*, 69 und 56 Runs) in den vier WODIs gegen Südafrika im November. Dies machte sie zur dominierenden Spielerin im Cricket zu diesem Zeitpunkt in der Welt.
Bei der Vorbereitung für den Women’s Cricket World Cup 2017 in England hatte sie mit Verletzungen zu kämpfen. Ab dem dritten Spiel gegen Neuseeland, als sie 71 Runs erzielte, konnte sie im Turnier mehrere Half-Centuries in Folge für Australien erzielen. Gegen Pakistan erreichte sie 66 Runs, gegen England 70 und gegen Indien 60* Runs. Mit 55 Runs gegen Südafrika beendete sie die Vorrunde. Im Halbfinale gegen Indien waren ihre 38 Runs zu wenig um den Finaleinzug zu sichern. Zu diesem Zeitpunkt war sie die drittbeste Schlagfrau im WODI-Cricket in der Welt.

### Double-Century und Weltspitze
Im Oktober und November 2017 kam es zur Women’s Ashes 2017/18. In der WODI-Serie konnte sie ein Half-Century über 67 Runs erzielen. Im Test der Tour konnte Perry 213* Runs erzielen, der zu dem dritthöchsten Resultat einer Spielerin im Test-Cricket. Das Spiel endete in einem Remis und nachdem die WTwenty20-Serie, bei der sie keinen wichtigen Beitrag leistete, so endete, dass die Ashes im Remis endeten, war es dieses Testergebnis, das Australien die Verteidigung der Ashes ermöglichte. Am Jahresende wurde sie vom Weltverband zur Spielerin des Jahres gewählt. Im Februar 2018 stieg sie in der WODI-Rangliste des Weltverbandes zur besten Schlagfrau auf.
Auf der Tour in Indien 2017/18 konnte sie im zweiten WODI ein weiteres Half Century über 70* Runs erzielen. Bei dem dort anschließenden WTwenty20-Drei-Nationen-Turnier konnte sie das Vorrundenspiel gegen England mit 47* Runs für Australien entscheiden. Im Oktober des Jahres gelang ihr auf der Tour gegen Neuseeland im dritten WTwenty20 der Serie 4 Wickets für 21 Runs, womit sie Spielerin des Spiels wurde. Im Februar 2019 kam es zur ODI-Serie zwischen den beiden Mannschaften in Australien und Perry konnte ihr erstes WODI-Century mit 107* Runs in 110 Bällen erzielen, sowie ein weiteres Half-Century über 54* Runs. Nach der Saison zog sie nach Melbourne und verließ New South Wales und spielte seitdem für Victoria.
Im Sommer erfolgte für Perry eine sehr erfolgreiche Ashes-Tour in England. Im zweiten WODI konnte sie 62 Runs erzielen, während sie im dritten WODI mit 7 Wickets für 22 Runs ihre beste Karriereleistung als Bowlerin erzielte. Im anschließenden Test konnte sie im ersten Innings ein Century über 116 Runs und im zweiten ein Half-Century über 76* Runs erzielen. In der anschließenden Twenty20-Serie fügte sie noch 47* Runs im zweiten und 60* Runs im dritten Spiel hinzu. Mit dieser Leistung war sie die erste Spielerin (Mann und Frau), die im internationalen Twenty20 1000 Runs und 100 Wickets erzielte.
Im September 2019 erzielte sie ein weiteres WODI-Century über 112* Runs in den West Indies. Wieder wurde sie zur WODI-Spielerin des Jahres vom Weltverband gewählt. Im Februar 2020 konnte sie bei der Australia Tri-Nation Women’s T20 Series 2019/20 gegen Indien in der Vorrunde 49 Runs im Batting und 4 Wickets für 13 Runs im Bowling erzielen. Beim anschließenden ICC Women’s T20 World Cup 2020 war sie durch eine Hüftverletzung geprägt und musste im letzten Vorrundenspiel gegen Neuseeland mit einer Oberschenkelverletzung ausscheiden. Kurz darauf wurde bekannt, dass diese Verletzung sie mindestens für sechs Monate nicht spielen lassen wird. Erst zur neuen WBBL-Saison im Oktober 2020 konnte sie wieder im Wettkampf teilnehmen.
Im Dezember 2020 wurde sie vom Weltverband zur Spielerin des Jahrzehnts gewählt. In der WODI-Serie in Neuseeland zum Ende der Saison erzielte sie ein Half-Century (56 Runs). Nachdem ihr ein weiteres im WTest gegen Indien (58* Runs) im September 2021 gelungen war, erzielte sie jeweils einmal 3 Wickets im WTest (3/57) und in den WODIs (3/12) gegen England. Daraufhin stieg sie zur weltbesten All-rounderin in den Ranglisten des Weltverbandes auf. Beim Women’s Cricket World Cup 2022 erzielte sie gegen Neuseeland ein Fifty über 68 uns und wurde als Spielerin des Spiels ausgezeichnet. Auch gegen die West Indies wurde sie für 3 Wickets für 22 Runs ausgezeichnet. Im Spiel gegen Südafrika erlitt sie dann jedoch bei einem missglückten Fielding-Versuch eine Rückenverletzung. So konnte sie nur noch im Finale als reine Batterin zum Einsatz kommen, wobei sie 17* Runs beim Titel-Gewinn gegen England gelangen. Die Verletzung hielt sie auch im Weiteren vom Bowling ab. Und so war sie zwar Teil des Teams bei den Commonwealth Games 2022 kam jedoch beim dortigen Titelgewinn nicht zum Einsatz.

## Privates
Perry ist seit dem Jahr 2015 mit dem australischen Rugby-Nationalspieler Matt Toomua verheiratet. Das Paar gab 2020 seine Trennung bekannt.